# Fabio Di Càsola
Fabio Di Càsola (* 28. Januar 1967 in Lugano) ist ein Schweizer Klarinettist.

## Leben
Di Càsola gewann 1990 mit 23 Jahren den ersten Preis beim Concours de Genève (Prix international d’interprétation & de composition), einem Musikwettbewerb aus Genf.
Darauf folgten Einladungen zu den Berliner Festspielen unter Leitung von Claudio Abbado, dem Festival in Evian unter Leitung von Mstislav Rostropowitsch und nach Lockenhaus zu Gidon Kremer. Er gewann den „Grand Prix Patek Philippe“, den „Prix Suisse“ für zeitgenössische Musik und den Internationalen Wettbewerb für zeitgenössische Musik in Stresa. 1998 wurde er in Genf von der Jury und vom Publikum zum „Schweizer Musiker des Jahres“ gewählt. Von 1991 bis 2012 war er Solo-Klarinettist im Orchester Musikkollegium Winterthur.
Nach einer Aufführung des Klarinettenkonzerts von Mozart in der Tonhalle Zürich entschied sich SONY seine Einspielungen zu veröffentlichen. Auf zwei Kammermusik-CDs folgte 2009 eine Orchester-CD mit den Klarinettenkonzerten von Carl Maria von Weber, die mit dem ‚Editor’s Choice’ des Gramophone Magazins ausgezeichnet wurde. Später erschien die CD SERENADE mit Liedern transkribiert für Klarinette und Streichensemble.
Fabio Di Càsola trat als Solist unter anderem mit dem Russischen Nationalorchester, Prager Kammerorchester, Orchestre de la Suisse Romande, Orchestra della Svizzera Italiana, Lucerne Festival Strings und dem Camerata Zürich auf. Er ist auch Mitglied verschiedener Kammermusikformationen.
Er ist als Professor für Klarinette und Kammermusik an der Zürcher Hochschule der Künste tätig und ist seit 2006 der künstlerische Leiter der Kammermusikreihe www.klang.ch.

## Diskografie

### Soloalben / Kollaborationen
- 1991: Olivier Messiaen: Quatuor pour la Fin du Temps (Accord) (zusammen mit Ricardo Castro, Emilie Haudenschild und Emeric Kostyak)
- 2006: Schumann: Sonatas, Opp. 105 & 121; Romances, Op. 94; Brahms: Sonatas, Op. 120 (Sony Classical)
- 2007: Fabio Di Càsola – Grammont Portrait: Damiani, Lehmann, Jarrell, Hefti, Gerber, Pagliarani, Derungs und Jolivet (Musique Suisse)
- 2008: Brahms/Prokofiev/Schubert: Works for… (SACD, Sony) (zusammen mit Alena Cherny)
- 2010: Mozart: Clarinet Concerto; Symphony No. 31 (Sony Classical)
- 2012: Weber: Concertos for Clarinet (Sony Classical)
- 2013: Brahms: Trio für Klarinette, Violoncello und Klavier, op. 114 (harmonia mundi / Aparté) (zusammen mit Ophélie Gaillard und Louis Schwizgebel-Wang)
- 2013: Serenade – Strings for Clarinet (Sony Classical)

### Als Mitglied
- 1998: Sándor Veress: Clarinet Cto / Tromboniade / Cto for 2 Trombones (Musiques Suisses)
- 2005: Frank Martin: Concertos (MD&G Records)
- 2007: Serge Baudo: Richard Strauss: Une Vie D Héros; Duett Concertino (Forlane)
- 2007: Avalon Trio / Hans Joerg Fink: Non ti scordar! (Gallo)